# Esgotamento de recursos

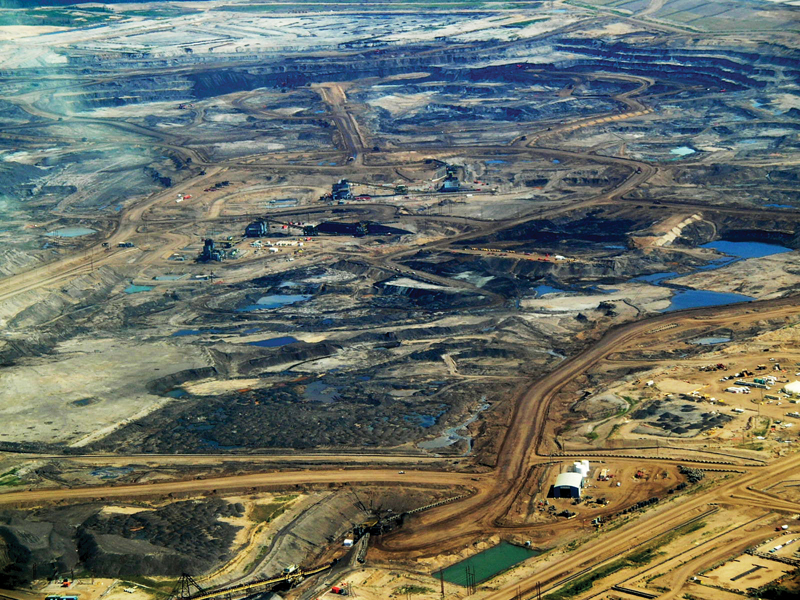
Areias betuminosas em Alberta, 2008. O petróleo é um dos recursos mais utilizados pelo homem.

O esgotamento de recursos é o consumo de um recurso mais rápido do que pode ser reabastecido. Os recursos naturais são tipicamente divididos entre recursos renováveis e recursos não renováveis (ver também classificação de recursos minerais). O uso de qualquer uma dessas formas de recursos além de sua taxa de reposição é considerado esgotamento de recursos. O valor de um recurso é o resultado direto da sua disponibilidade na natureza e do custo de extração do recurso. Quanto mais um recurso é consumido, mais o valor do recurso aumenta. Existem vários tipos de esgotamento de recursos, sendo os mais conhecidos: esgotamento de aquíferos, desmatamento, mineração de combustíveis fósseis e minerais, poluição ou contaminação de recursos, práticas agrícolas de corte e queima, erosão do solo e consumo excessivo, uso excessivo ou desnecessário de recursos.
O termo "esgotamento de recursos" é tipicamene usado em referência à agricultura, pesca, mineração, consumo de água e consumo de combustíveis fósseis. O esgotamento das populações de animais selvagens é chamado de defaunação.

## Contabilidade de esgotamento
Num esforço para compensar o esgotamento de recursos, os teóricos criaram o conceito de contabilidade de esgotamento. Mais conhecida como 'contabilidade verde', a contabilidade de esgotamento visa contabilizar o valor da natureza em pé de igualdade com a economia de mercado. A contabilidade de esgotamento de recursos usa dados fornecidos pelos países para estimar os ajustes necessários devido ao seu uso e esgotamento do capital natural disponível. O capital natural são recursos naturais, como depósitos minerais ou reservas de madeira. Os fatores de contabilização do esgotamento têm várias influências diferentes, como o número de anos até o esgotamento do recurso, o custo de extração do recurso e a procura do recurso. As indústrias de extração de recursos constituem uma grande parte da atividade económica nos países em desenvolvimento, o que, por sua vez, leva a níveis mais altos de esgotamento de recursos e degradação ambiental nos países em desenvolvimento. Teoriza-se que a implementação da contabilidade de esgotamento de recursos é necessária nos países em desenvolvimento. A contabilidade de esgotamento procura também medir o valor social dos recursos naturais e ecossistemas. A medição do valor social é procurada através de serviços ecossistémicos, que são definidos como os benefícios da natureza para as pessoas, comunidades e economias.

## Esgotamento de minerais
Os minerais são necessários para providenciar comida, roupas e habitação. Um estudo do Serviço Geológico dos Estados Unidos encontrou uma tendência significativa de longo prazo ao longo do século XX para recursos não renováveis, como minerais, fornecerem uma maior proporção de matérias-primas para o setor não-combustível e não-alimentar da economia, sendo um exemplo a maior utilização de areia e brita na construção civil.
A exploração em larga escala de minério começou na Revolução Industrial por volta de 1760 na Inglaterra e cresceu rapidamente desde então. As melhorias tecnológicas permitiram que os humanos cavassem mais fundo e tivessem acesso a mais e diferentes tipos de minério.